# Freer, Texas
Freer là một thành phố thuộc quận Duval, tiểu bang Texas, Hoa Kỳ. Năm 2010, dân số của xã này là 2818 người.

## Dân số
- Dân số năm 2000: 3241 người.
- Dân số năm 2010: 2818 người.